# 謝爾頓鎮區 (密蘇里州諾克斯縣)
謝爾頓鎮區（英語：Shelton Township）是位於美國密蘇里州諾克斯縣的一個行政鎮區。

## 地方資料
謝爾頓鎮區的面積為141.38平方千米，當中陸地面積為140.50平方千米，而水域面積為0.89平方千米。根據2020年美國人口普查的數據，當地共有人口75人，而人口密度為每平方千米0.53人。